# Марин Карпаров
Марин Светославов Карпаров е български специалист по лъчетерапия, близък родственик на професор Марин Дринов, от панагюрския клон на фамилията.
Роден е в град Панагюрище и е внук на Парашкева Дринова. Завършва с отличие френския колеж „Свети Августин“ в Пловдив, и е дипломиран като лекар през 1945 г. След това е асистент в катедрата по рентгенология и радиология във Висшия медицински институт в Пловдив, където специализира па тези предмети, като след продължаването на усъвршенстването си в ИСУЛ и СССР е ръководител на катедрата.
След това за около двадесет години е преподавател по медицинска радиология, рентгенология и лъчетерапия на туморите във филиала на университета в град Пазарджик. Като един от първите кандидати ма медицинските науки в България защитава докторска дисертация през 1977 г. По темата лечение на тумори на тестисите и белия дроб има издадени осемдесет и девет труда в тази област. След време лекарската му дейност излиза извън границите на България и е пренесена в страни като Танзания, Куба и Алжир. За него има издадена специална грамота като Почетен член ха дружеството по онкология в Куба.
Доктор Карпаров е полиглот, владее френски, италиански, испански, немски и английски език.

## Основни научни приноси
Доктор Марин Светославов Карпаров въвежда в българската медицинска терапия следните методи:
- метод на решетките при рентгеновата терапия на белия дроб;
- метод за флебография на вена тестикулис;
- фуникуларна лимфография и лимфосцинтиграфия на тестиса;
- радикално използване на лъчева тераппия при семиноми на тестисите.